# 天主教邦福拉教區
天主教邦福拉教區（拉丁語：Dioecesis Banforensis）是布基納法索一個羅馬天主教教區，屬博博迪烏拉索總教區。
教區成立於1998年6月27日，包括科莫埃省和雷拉巴省。1998年有教友15,000人（佔轄區總人口4.7%）、四個堂區、十五名司鐸。現任教區主教為多默·卡博雷。